# Capsicum villosum
Capsicum villosum es una especie del género Capsicum de las solanáceas, originaria de los  estados de la región sureste de Brasil donde se encuentra silvestre y es endémico. Fue descrito por vez primera por Sendtn.

## Características
Capsicum villosum es un arbusto de 1 a 3 m de altura. Toda la planta está cubierta de un pelo denso y los tricomas en el eje del vástago son ondulados y están extendidos. Las flores están en un pedúnculo que se encuentra doblado en forma de rodilla, por lo que las flores giran 90°. El cáliz está dotado con cinco dientes del cáliz cortos. La corola tiene forma de estrella, es de color blanco con manchas moradas o marrones y un tubo de la corola de color verdoso. El estilo es de forma oblonga y se ensancha desde una base estrecha gradualmente a un extremo amplio. Los frutos son bayas esféricas, de color verde amarillento y se dividen en dos cámaras. Contienen  semillas negruzcas. Los cromosomas son 2n = 26.

## Sistemática
Las investigaciones genéticas de los cariotipos han encontrado una relación más estrecha de Capsicum villosum con Capsicum cornutum, Capsicum friburgense, Capsicum mirabile, Capsicum pereirae, Capsicum recurvatum, Capsicum schottianum y Capsicum campylopodium. Sin embargo, los resultados de las investigaciones son ambiguas, para inferir relaciones filogenéticas precisas dentro del grupo.

## Hábitat
La especie crece endémica en los estados surorientales brasileños,  sobre todo en Minas Gerais, Río de Janeiro y Sao Paulo.

## Taxonomía
Capsicum villosum fue descrita por Sendtn. y el trabajo fue publicado en « Flora Brasiliensis 10: 144. 1846. (Fl. Bras.) »
Citología
- El número cromosómico del género Capsicum es de 2n=24, pero hay algunas especies silvestres con 26 cromosomas entre ellas C. campylopodium que tiene 13 parejas de cromosomas (otros capsicum tienen 12)[5][6]

Etimología
Capsicum: neologismo botánico moderno que deriva del vocablo latino capsŭla, ae, ‘caja’, ‘cápsula’, ‘arconcito’, diminutivo de capsa, -ae, del griego χάψα, con el mismo sentido, en alusión al fruto, que es un envoltorio casi vacío. En realidad, el fruto es una baya y no una cápsula en el sentido botánico del término.
villosum: epíteto latino, que significa con numerosos pelos.
Variedades aceptadas
- Capsicum villosum Sendtn. var. muticum Sendtn.[11]

Sinonimia
- Capsicum rabenii Sendtn.
- Capsicum villosum var. latifolium Sendtn.
- Capsicum villosum var. muticum Sendtn.
- Capsicum villosum f. vimineum Wawra[12]